# Lipaphnaeus leonina
Lipaphnaeus leonina is een vlinder uit de familie van de Lycaenidae. De wetenschappelijke naam van de soort is voor het eerst gepubliceerd in 1904 door George Thomas Bethune-Baker.

## Verspreiding
De soort komt voor in Guinee, Sierra Leone, Liberia, Ivoorkust, Ghana, Benin, Togo, Nigeria, Kameroen, Gabon, Congo-Brazzaville, Congo-Kinshasa, Oeganda, Kenia, Tanzania en Zambia.

## Ondersoorten
- Lipaphnaeus leonina leonina (Sharpe, 1890) (Guinee, Sierra Leone, Liberia)
- Lipaphnaeus leonina bitje (Druce, 1910) (Oost-Nigeria, Zuid-Kameroen, Gabon, Congo-Brazzaville, Congo-Kinshasa, Zambia)
  - = Spindasis leonina bitje Druce, 1910
- Lipaphnaeus leonina ivoirensis Stempffer, 1966 (Liberia, Ivoorkust, Ghana, Benin, Togo, West-Nigeria)
- Lipaphnaeus leonina paradoxa (Schultze, 1908) (Noordwest-Kameroen, Oeganda, Noordwest-Tanzania)
  - = Spindasis paradoxa Schultze, 1908